# Markela Bejleri
Markela Bejleri (* 28. April 2001 in Toronto) ist eine albanisch-kanadische Fußballspielerin.

## Karriere

### Verein
Bejleri begann ihre Karriere 2018 im kanadischen Verein Aurora FC bei Toronto. Für ihre Leistungen wurde sie als „Young Player of the Year“ ausgezeichnet und ins Third-Team-All-Star gewählt.
Von 2019 bis 2023 spielte sie College-Fußball für die Quinnipiac Bobcats an der Quinnipiac University in Hamden im US-Bundesstaat Connecticut. Parallel spielte sie 2022 sowie ein Spiel im Jahr 2023 für den Verein North Mississauga SC aus Mississauga im kanadischen Ontario.
2024 wechselte sie nach Portugal zu Vilaverdense FC aus Vila Verde, spielte dort aber nur bis Ende der Saison.

### Nationalmannschaft
Bejleri wurde 2017 erstmals für die albanische U-19-Nationalmannschaft nominiert.
Ihr Debüt in der A-Nationalmannschaft Albaniens gab sie am 11. März 2020 bei einem Spiel gegen Zypern.